# 魏启后
魏启后（1920年12月—2009年），室名晋元斋，男，汉族，山东济南人，中国书法家，曾任中国书法家协会理事。